# ミッションクリティカル
ミッションクリティカル（英: mission critical, mission-critical）とは、任務や業務の遂行に必要不可欠な要素（機器、プロセス、手順、ソフトウェアなど）のこと。障害の発生により処理が停止した場合に非常に大きな社会的影響が現れる交通機関や金融機関などの基幹システムは一般にミッションクリティカルなシステムであり、最低限として何があっても停止しないことが求められる。メンテナンスによる計画的なシステムの停止も、システムが担うミッションの性格上は好ましくない。
情報システムの分野においては、このような性質をもつシステムをミッションクリティカルシステム（mission critical system）と呼ぶ。ミッションクリティカルシステムを想定した技術や製品では、信頼性・可用性・保守性といった面が高められている。ミッションクリティカルな分野に対してシステムを導入する場合、人々の生活の存続を左右しうるため、絶対に停止しないようにシステムを構築して運用しなければならない。しかし、確率的には必ず機材の故障は発生するため、理想論ではある。